# Лембик

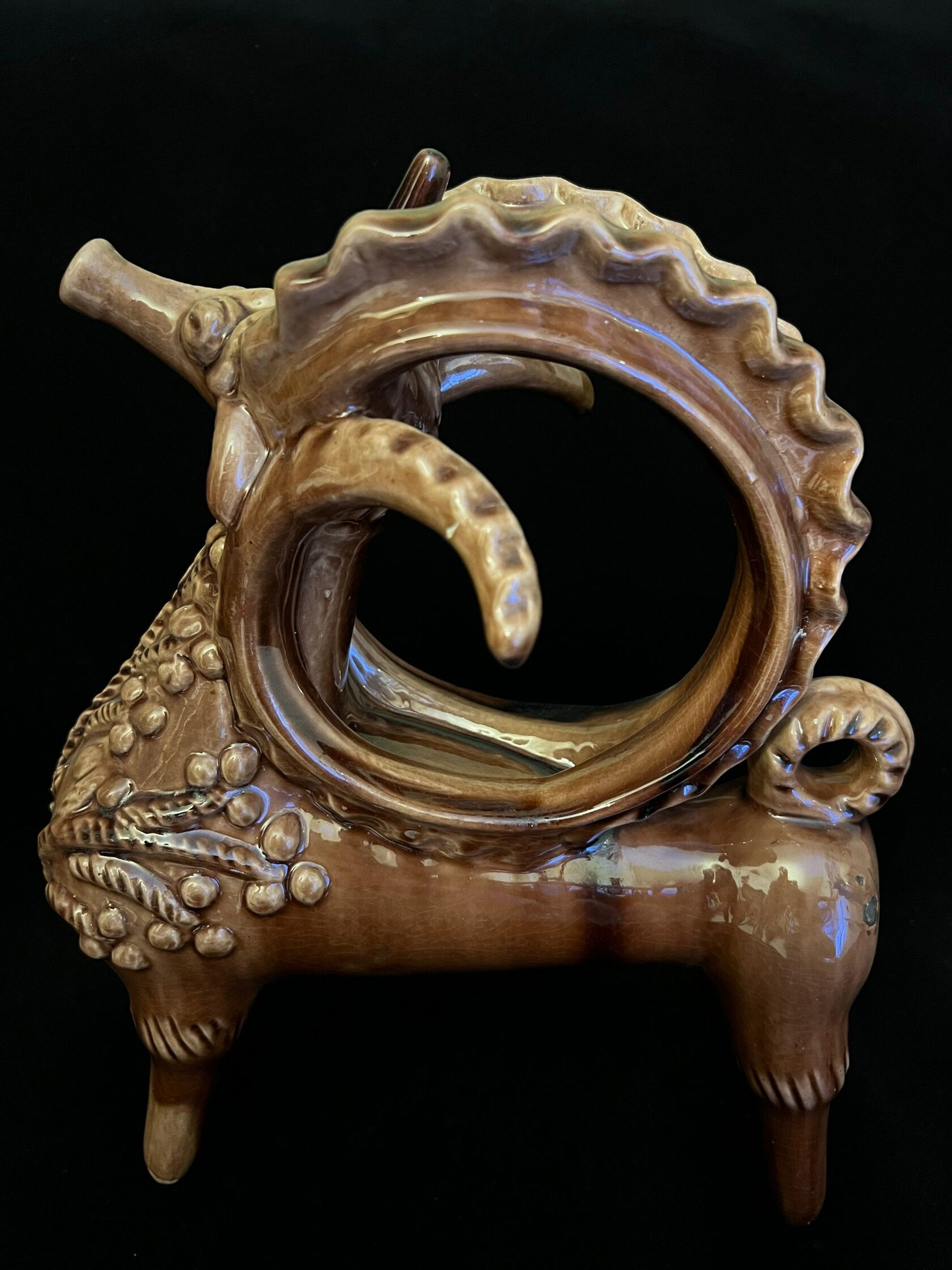
Зооморфный сосуд (лембик) в виде барана. 1960-е годы. Автор Д. И. Головко. Частная коллекция Александра Губанова и Натальи Трофименко, Музей керамики "Лембики"

Лембик — зооморфный (звероподобный) сосуд для напитков. Лембики предназначались для вина и изготавливались с крышками или отверстиями на голове, через которые в них вливались напитки, а через отверстие в виде рта разливались по бокалам. Обычно лембики создавались из керамики в форме домашних животных — баранов, козлов, коров, быков. Встречаются также лембики в форме львов, коней, оленей и фантазийных животных.
Изготавливались во многих европейских странах; со временем превратились в декоративные предметы и дары, которые преподносили важным гостям. В 1960-х годах произошел рассвет производства лембиков в СССР.  
Например, в частном музее керамики "Лембики", созданном в 2021 году коллекционерами и искусствоведами Александром Губановым и Натальей Трофименко в Санкт-Петербурге, представлен сосуд - лембик, в виде барана, автор Емельян Савельевич Железняк (1909-1963гг) принадлежавший известному дирижёру, директору Большого Театра СССР в 1950-х годах и художественному руководителю ленинградской капеллы Александру Ивановичу Анисимову.